# Polskie Nagrody Perkusyjne
Polskie Nagrody Perkusyjne – nagrody przemysłu perkusyjnego, których inicjatorem jest Magazyn Perkusista. Nominacje zgłaszane są corocznie przez kapitułę konkursu. Laureaci wyłaniani są poprzez otwarte głosowanie. Z wyjątkiem 2015 nagrody wręczane są corocznie od 2014 roku.

## Edycje nagród
- 2014[2] – laureatami zostali: Meinl Distribution, DrumCenter, Dariusz Brzozowski „Daray”, Behemoth, Tomasz Torres, Tomasz Łosowski, Cezary Konrad, Podwójny Camp Thomas Lang, Drum Academy, DW Drums Design, Meinl Vintage Pure ride, Evans 360 heads, Pearl Inner Circle Multi Drum Cajon, Czarcie Kopyto, Roland HPD-20, Sławomir Berny, Jan Pilch, Bartek Pawlus, Mike Portnoy. Nagrodę honorową otrzymali Piotr Żyżelewicz „Stopa” oraz Ginger Baker.
- 2016[3] – laureatami zostali: Meinl Distribution, Maciek Gołyźniak, Kevin Mielewczyk, Pierwsza edycja Warsaw Drum Festival, Meinl Classics Custom Dark, Tomasz Torres, Mike Portnoy, DrumCenter, Forum Facebook Polish Drummers, Cezary Konrad na płycie On Classical, Drumset Academy. Nagrodę specjalną otrzymał Krzysztof Raczkowski. Miano Antynagrody otrzymał gwałtowny wzrost cen naciągów perkusyjnych.
- 2017[4] – laureatami zostali: Wiktor Palik, Paiste 900, Cezary Konrad, Acid Drinkers, Jose Manuel Alban Juarez, Meinl Distribution, Gavin Harrison, Meinl Festival Warszawa, Forum Polish Drummers, Drumset Pro School, Maciej Starosta „Ślimak”, Śląskie Centrum Perkusyjne. Nagrodę honorową otrzymał Zygmunt Szpaderski, a tytuł Antynagrody – brak polskich indywidualności perkusyjnych na arenie międzynarodowej.
- 2018[5] – laureatami zostali: Wiktoria Jakubowska, Meinl Distribution, DrumCenter, Cezary Konrad, Zildjian K Sweet, Sławek Berny, Drum School, Dimmu Borgir, Maciek Gołyźniak, Anika Nilles, Polish Drummers, nowy sklep Pro Drum w Krakowie. Nagrodę honorową otrzymał Vlodi Tafel, a miano Antynagrody – duża liczba niekompetentnych samozwańczych nauczycieli.
- 2019[6] – laureatami zostali: Michał Maliński, Tama Starclassic Wlanut/Birch, Dariusz Daray Brzozowski, Sławomir Berny, Ash Soan, Paweł Ostrowski, Polish Drummers, DrumCenter, Maciej Gołyźniak na płycie Lion Shepherd, Meinl Distribution, Rockalizacja, Śląski Festiwal Perkusyjny. Nagrodę honorową otrzymał Witold Kiełtyka, a tytuł Antynagrody przypadł perkusistom szukającym układów na sprzęt, niezależnie od marki.
- 2021 – laureatami zostali: Wiktoria Bialic i Krzysztof Klingbein, Oskar Podolski, Caban Drummer Fest, Łukasz Żyta. Nagrody przyznano tylko w czterech kategoriach[7].